# Grande Prêmio da França de 1981
Resultados do Grande Prêmio da França de Fórmula 1 realizado em Dijon-Prenois em 5 de julho de 1981. Oitava etapa da temporada, esta prova marcou a primeira das cinquenta e uma vitórias de Alain Prost na história da categoria.

## Resumo
Prova interrompida após 58 voltas por conta da chuva. Foi usado o tempo agregado.
Primeira Vitória de Prost na categoria

## Classificação da prova
| Pos. | Nº | Piloto            | Construtor      | Voltas | Tempo/Diferença   | Grid | Pontos |
| ---- | -- | ----------------- | --------------- | ------ | ----------------- | ---- | ------ |
| 1    | 15 | Alain Prost       | Renault         | 80     | 1:35:48.13        | 3    | 9      |
| 2    | 7  | John Watson       | McLaren-Ford    | 80     | + 2.29            | 2    | 6      |
| 3    | 5  | Nelson Piquet     | Brabham-Ford    | 80     | + 24.22           | 4    | 4      |
| 4    | 16 | René Arnoux       | Renault         | 80     | + 42.30           | 1    | 3      |
| 5    | 28 | Didier Pironi     | Ferrari         | 79     | + 1 volta         | 14   | 2      |
| 6    | 11 | Elio de Angelis   | Lotus-Ford      | 79     | + 1 volta         | 8    | 1      |
| 7    | 12 | Nigel Mansell     | Lotus-Ford      | 79     | + 1 volta         | 13   |        |
| 8    | 22 | Mario Andretti    | Alfa Romeo      | 79     | + 1 volta         | 10   |        |
| 9    | 6  | Hector Rebaque    | Brabham-Ford    | 78     | + 2 voltas        | 15   |        |
| 10   | 2  | Carlos Reutemann  | Williams-Ford   | 78     | + 2 voltas        | 7    |        |
| 11   | 8  | Andrea de Cesaris | McLaren-Ford    | 78     | + 2 voltas        | 5    |        |
| 12   | 33 | Marc Surer        | Theodore-Ford   | 78     | + 2 voltas        | 21   |        |
| 13   | 3  | Eddie Cheever     | Tyrrell-Ford    | 77     | + 3 voltas        | 19   |        |
| 14   | 29 | Riccardo Patrese  | Arrows-Ford     | 77     | + 3 voltas        | 18   |        |
| 15   | 23 | Bruno Giacomelli  | Alfa Romeo      | 77     | + 3 voltas        | 12   |        |
| 16   | 4  | Michele Alboreto  | Tyrrell-Ford    | 77     | + 3 voltas        | 23   |        |
| 17   | 1  | Alan Jones        | Williams-Ford   | 76     | Colisão           | 9    |        |
| Ret  | 26 | Jacques Laffite   | Ligier-Matra    | 57     | Suspensão         | 6    |        |
| Ret  | 17 | Derek Daly        | March-Ford      | 55     | Motor             | 20   |        |
| Ret  | 27 | Gilles Villeneuve | Ferrari         | 41     | Pane elétrica     | 11   |        |
| Ret  | 25 | Patrick Tambay    | Ligier-Matra    | 30     | Rolamento de roda | 16   |        |
| Ret  | 20 | Keke Rosberg      | Fittipaldi-Ford | 11     | Suspensão         | 17   |        |
| Ret  | 14 | Eliseo Salazar    | Ensign-Ford     | 6      | Suspensão         | 22   |        |
| DNS  | 21 | Chico Serra       | Fittipaldi-Ford | 0      | Não largou        | 24   |        |
| DNQ  | 30 | Siegfried Stohr   | Arrows-Ford     |        |                   |      |        |
| DNQ  | 35 | Brian Henton      | Toleman-Hart    |        |                   |      |        |
| DNQ  | 9  | Slim Borgudd      | ATS-Ford        |        |                   |      |        |
| DNQ  | 31 | Beppe Gabbiani    | Osella-Ford     |        |                   |      |        |
| DNQ  | 36 | Derek Warwick     | Toleman-Hart    |        |                   |      |        |